# One Hundred Percent American
One Hundred Percent American è un cortometraggio muto del 1918 diretto da Arthur Rosson.

## Trama
Mayme vorrebbe partecipare al ballo organizzato per raccogliere fondi per buoni di guerra ma cede il suo biglietto ad un'amica. Riuscirà comunque ad andare al ballo perché un soldato e un marinaio la inviteranno ad andare con loro.

## Produzione
La Famous Players-Lasky Corporation produsse il cortometraggio che doveva pubblicizzare la vendita dei buoni della Liberty Loan Committee. Girato a Los Angeles, fu uno dei numerosi film che propagandarono raccolte fondi all'epoca della Grande Guerra, ma questo si distingue per l'uso che fa di prestigiosi divi hollywoodiani. Mary Pickford, Loretta Blake e Monte Blue, i nomi di spicco della Famous Players, si impegnarono per mostrare modi e usi utili a risparmiare denaro da devolvere ai titoli di guerra: come rinunciare a un gelato e accontentarsi di sola acqua, indossare vestiti ancora buoni ma vecchi piuttosto che comperarsene uno nuovo e così via.

## Distribuzione
Distribuito dalla Famous Players-Lasky Corporation anche con il titolo alternativo 100% American, il cortometraggio uscì nelle sale cinematografiche degli Stati Uniti il 5 ottobre 1918. Poiché la protagonista Mary Pickford all'epoca era ancora cittadina canadese, in Canada il film - distribuito per la raccolta di buoni di guerra canadesi - prese il titolo 100% Canadian.
Il film è stato inserito in un'antologia distribuita nell'ottobre 2007 dalla National Film Preservation Foundation. In NTSC, il cofanetto dvd propone un totale di 739 minuti dal titolo Treasures III: Social Issues in American Film (1900-1934).